# To the Power of Three
To the Power of Three est l'unique album studio du groupe 3, sorti en 1988, chez Geffen Records.
L'album est marqué  par un certain nombre de concessions envers la pop et l'arena rock : Keith Emerson alterne des passages soft typiquement eighties et des moments grandiloquents. Les voix y sont à l'honneur, Berry étant parfois soutenu par des chœurs féminins, et la guitare électrique est plus présente que jamais. Enfin, Carl Palmer utilise au gré des chansons batterie acoustique traditionnelle et batterie électronique estampillée 80's.

## Histoire
Le groupe 3 est issu d'une collaboration entre le chanteur-guitariste-bassiste Robert Berry, futur Ambrosia, et les deux ex-ELP, Keith Emerson aux claviers et Carl Palmer à la batterie. Keith Emerson a alors mis fin a son précédent trio éphémère Emerson, Lake and Powell, alors que Carl Palmer a quitté le groupe Asia. 
Sur cet album, le trio interprète une chanson des Byrds, Eight Miles High, avec des paroles différentes. La chanson finale On My Way Home est dédiée à Tony Stratton-Smith, ancien patron de Charisma Records, récemment décédé.
L'album aura des critiques négatives, se classant uniquement au 97e rang du chart Bilboard 200. Sur AllMusic, Jason Ankeny en dira «... To the Power of Three ne parvient pas à retrouver la magie des collaborations passées de Keith Emerson et Carl Palmer ». Le 45 tours Talkin' 'Bout atteint la 9e place du classement Mainstream Rock. Le clip de cette même chanson bénéficie d'un passage modéré sur MTV. En 1989, après une série de concerts. Emerson décide de mettre fin au groupe, ayant reçu des lettres de critiques négatives d'anciens fans d'ELP. En 2015, il envisagera de remonter un projet avec Robert Berry, mais qui sera avorté l'année suivant du fait de son suicide.
La choriste Susie O'List, présente sur l'album, a déjà une carrière bien amorcée puisqu'elle a été choriste sur des albums d'artistes comme John Cale, Spandeau Ballet, ou Eurythmics. Elle est la sœur du guitariste David O'List[réf. nécessaire], qui a été membre du groupe The Nice aux côtés d'Emerson sur leur premier album The Thoughts of Emerlist Davjack en 1968.

## Titres
D'après le livret accompagnant l'album :
Tous les titres sont arrangés par Keith Emerson

### Vinyle et cassette

#### Face A
1. Talkin' About (Robert Berry) – 4:03
2. Lover to Lover (Emerson, Berry, Palmer) – 4:12
3. Chains (Sue Shifrin, Bob Marlette) – 3:43
4. Desde La Vida (Emerson, Berry, Palmer) – 7:08
  - Desde La Vida (Emerson, Berry, Palmer)
  - La Vista (Emerson, instrumental)
  - Sangre de Toro (Emerson, Palmer)

#### Face B
1. Eight Miles High (Clark, Crosby, McGuinn, textes réécrits par Emerson, Berry, Palmer)
2. Runaway (Berry) – 4:44
3. You Do or You Don't (Berry) – 5:06
4. On My Way Home (Emerson) – 4:44

### CD
1. Talkin' About (Robert Berry) – 4:03
2. Lover to Lover (Emerson, Berry, Palmer) – 4:12
3. Chains (Sue Shifrin, Bob Marlette) – 3:43
4. Desde La Vida (Emerson, Berry, Palmer) – 7:08
5. Eight Miles High (Clark, Crosby, McGuinn, textes réécrits par Emerson, Berry, Palmer)
6. Runaway (Berry) – 4:44
7. You Do or You Don't (Berry) – 5:06
8. On My Way Home (Emerson) – 4:44

## Musiciens
D'après le livret accompagnant l'album :
- Keith Emerson : claviers
- Robert Berry : chant, guitares électrique, basse, chœurs
- Carl Palmer : batteries acoustique et électronique, percussions

### Instruments
- Claviers : Korg, Kurzweil
- Guitares : Steinberger, avec des cordes Scalar Design
- Batterie acoustique : Remo
- Batterie électronique : Dynacord
- Cymbales : Paiste

### Choristes additionnels
- Susie O'List
- Lana Williams
- Kim Liat J. Edwards

## Équipes techniques
D'après le livret accompagnant l'album :
- Production : Carl Palmer et Robert Berry

- Enregistrements au E-Zee studio, Londres
  - Steve McNeil et Ian Remmer : ingénieurs
- Enregistrements au West Side studio, Londres
  - Nick Davis et Peter Jones : ingénieurs
- Mixage à The Record Plant, New-York
  - Greg Fulginiti (de chez Artisan Sound Recorders) : mastering
  - David Thoener : mixage
- Photographies : Mike Smallcombe

- Management : Brian Lane pour Sunarts Music Ltd